# Британско-нидерландские отношения
Британско-нидерландские отношения — двусторонние дипломатические отношения между Великобританией и Нидерландами. Между странами сложилось тесное политическое и экономическое партнёрство.
Более 40 нидерландских городов являются побратимами британских. Английский и нидерландский язык относятся к западногерманской ветки языков, при этом западнофризский язык является ближайшим родственным английскому (за исключением шотландского). Кроме того, от 90 % до 93 % нидерландцев владеют английским языком, но лишь незначительный процент британцев знает нидерландский язык.

## История
В XVII и XVIII веке между Королевством Англия (Королевством Великобритания во время Четвёртой англо-голландской войны) и Республикой Соединённых провинций состоялось несколько сражений в ходе Англо-голландских войн. Всего было четыре войны, по две были выиграны каждой из сторон и закончились окончательным поражением Нидерландов в Четвёртой англо-голландской войне. Войны велись в основном для обеспечения безопасности торговых путей и расширения колониальной экспансии.
В 1814 году была подписана Англо-голландская конвенция о возврате Британией голландских колониальных владений. Со стороны Великобритании подписал Роберт Стюарт, со стороны Нидерландов Хендрик Фагель. В 1824 году представители Великобритании (Джордж Каннинг и Чарлз Ваткин Вильямс-Винн старший) и Нидерландов (Хендрик Фагел и Антон Рейнгард Фальк) подписали Англо-голландскую конвенцию. Целью договора было разрешение споров, возникших при проведении в жизнь Англо-голландской конвенции 1814 года.
Во время Второй мировой войны Великобритания и Нидерланды были союзниками. В 1940 году Нидерланды были оккупированы войсками Третьего рейха и королева Вильгельмина и правительство страны нашли убежище в Великобритании. Королевские военно-морские силы Нидерландов были перебазированы в Великобританию. Некоторое количество нидерландских пилотов присоединились к Королевским военно-воздушным силам Великобритании, чтобы принять участие в битве за Британию. В июле 1940 года были сформированы две нидерландские эскадрильи в составе Королевских ВВС Великобритании на самолётах Fokker: 320-я эскадрилья и 321-я эскадрилья (которая затем была переведена на Цейлон). В 1943 году в Великобритании была сформирована нидерландская 322-я эскадрильи.
Великобритания и Нидерланды являются конституционной монархией. Король Нидерландов Виллем-Александр занимает 890-е место в очереди на британский престол. Страны сотрудничают в реализации проекта, призванного помочь людям, живущим в развивающихся странах, адаптироваться к изменению климата.

## Торговля
«Роял Датч Шелл», «Юнилевер» и «Рекитт Бенкизер» совместные британско-нидерландские компании. Британско-нидерландская торговая палата была создана для дальнейшего экономического сотрудничества между странами. В 2006 году Нидерланды импортировали из Великобритании товаров на сумму 16,6 млрд. фунтов стерлингов, что делает их пятым по величине экспортным рынком Великобритании. Рост товарооборота происходит благодаря хорошим политическим отношениям, прозрачной правовой базе, развитой системе финансовых услуг, транспортным связям и тесной географической близости.

## Дипломатические представительства
- Великобритания имеет посольство в Гааге, а также консульства в Амстердаме[1] и Виллемстаде (Кюрасао)[14].
- Нидерланды содержат посольство в Лондоне[15].